# Arsenal Shipka
Arsenal Shipka là loại súng tiểu liên do công ty Arsenal tại Bulgaria phát triển vào năm 1996. Tên của súng được đặc theo tên của vùng núi Shipka Pass gần Kazanlak nơi đặc trụ sở chính của Arsenal tại Balkans. Đây là nơi mà quân tình nguyện Bulgaria và quân đội Nga đã đánh bại đội quân của đế quốc Ottoman trong cuộc chiến tranh Nga-Thổ Nhĩ Kỳ (1877–1878) và giải phóng Bulgaria. Súng được phát triển để trang bị cho các lực lượng quân đội và cảnh sát Bulgaria nhất là cho các nhóm lái phương tiện cơ giới, phi công và những lực lượng thường phải chiến đấu tầm gần cũng như dùng cho việc xuất khẩu.

## Thiết kế
Shipka dùng cơ chế nạp đạn blowback và bắn với khóa nòng mở. Thân súng chia ra làm hai phần trên và dưới, phần dưới gồm cả cò súng và vòng bảo vệ cò súng làm bằng nhựa tổng hợp còn phần trên làm bằng thép.
Hệ thống nhắm cơ bản của súng là điểm ruồi. Báng súng dạng khung có thể gấp lên trên để tiết kiệm không gian. Mẫu thử nghiệm của súng sử dụng đạn 9×25mm Mauser với hộp đạn chứa 30 viên. Mẫu dùng để chế tạo hàng loạt sử dụng đạn 9×18mm Makarov với hộp đạn 32 viên và khi Bulgaria gia nhập NATO thì mẫu sử dụng đạn 9×19mm Parabellum được giới thiệu với hộp đạn 25 viên.